# Den serbiske dansker
Den serbiske dansker er en kriminalroman af Leif Davidsen fra 1996.
Bogen blev i 2001 bearbejdet til en miniserie i tre afsnit af Jacob Grønlykke for DR.

## Resumé
Hovedpersonen Sara Santanda har skrevet en bog om, hvordan iranske kvinder bliver undertrykt af præsterne. Derfor er der udlovet en stor dusør til den, der dræber hende. Santanda bliver træt af at leve under jorden og vil til Danmark for at blive interviewet. I Danmark er lejemorderen Vuk klar til at slå hende ihjel, og dramaet udvikler sig, da Flakfortet bliver stedet, hvor interviewet skal foregå.
| Bog | Spire Denne artikel om bøger og tidsskrifter er en spire som bør udbygges. Du er velkommen til at hjælpe Wikipedia ved at udvide den. |